# Dorothy Comingore
Dorothy Comingore (* 24. August 1913 in Los Angeles, Kalifornien als Margaret Louise Comingore; † 30. Dezember 1971 in Stonington, Connecticut) war eine US-amerikanische Schauspielerin, die in erster Linie durch die Rolle der Susan Alexander Kane in Citizen Kane bekannt wurde. Sie trat auch unter den Künstlernamen Kay Winters und Linda Winters auf.

## Leben und Karriere
Dorothy Comingore begann ihre Schauspielkarriere in den 1930er-Jahren an kleineren Theaterhäusern. Charlie Chaplin sah Comingore in einem kleinen Theater im Monterey County, hielt sie für eine sehr talentierte Schauspielerin und vermittelte ihr einen Studiovertrag bei Warner Brothers. Doch Warner gab ihr nur Aufgaben als Kleidungs- und Fotomodell. Nach dieser Enttäuschung unterschrieb sie 1938 bei Columbia Pictures einen Vertrag, wo sie fortan regelmäßig vor der Kamera stehen konnte, aber nur Nebenrollen erhielt.
Als sie den Regisseur Orson Welles auf einer Party kennenlernte, sollte das zum Wendepunkt ihrer Karriere werden: er besetzte sie in seinem legendären Film Citizen Kane (1941) als Susan Alexander Kane, die zweite Ehefrau der Titelfigur. Comingore erhielt gute Kritiken für die Rolle der untalentierten und unsicheren Sängerin, die später zur Alkoholikerin wird.
Anschließend wurde sie für größere Rollen gehandelt und galt bei vielen als zukünftiger Filmstar, doch sie sollte nach Citizen Kane nur noch drei Filme drehen und nicht mehr an diesen Erfolg anknüpfen können. Einerseits lehnte Comingore viele Filmrollen ab und litt an gesundheitlichen Problemen; andererseits sah Medienmogul William Randolph Hearst seine Geliebte Marion Davies durch die Darstellung der Susan Alexander Kane – eine an Davis angelehnte Figur – verunglimpft und sorgte für schlechte Presse über Comingore. Ihren letzten von insgesamt 24 Filmen drehte sie im Jahre 1951. Anschließend versuchte sie sich als Fernsehschauspielerin, doch nachdem sie 1952 vom Komitee für unamerikanische Umtriebe fälschlicherweise bezichtigt wurde, eine Kommunistin zu sein, gab sie ihre Schauspielkarriere auf.
Dorothy Comingore war von 1939 bis 1945 mit dem Produzenten Richard J. Collins und von 1945 bis 1952 mit dem Drehbuchautor Theodore Strauss verheiratet. Beide Ehen wurden geschieden. 1958 heiratete sie John Crowe, mit dem sie bis zu ihrem Tod verheiratet blieb. Sie hatte drei Kinder. Comingore galt in ihrem späten Leben als Alkoholikerin und verstarb 1971 im Alter von 58 Jahren an den Folgen der Chronisch obstruktive Lungenerkrankung (COPD).

## Filmografie
- 1938: Campus Cinderella (Kurzfilm)
- 1938: Prison Train
- 1938: Comet Over Broadway
- 1938: Trade Winds
- 1939: Blondie Meets the Boss
- 1939: Romance of the Redwoods
- 1939: North of the Yukon
- 1939: Outside These Walls
- 1939: Good Girls Go to Paris
- 1939: Coast Guard
- 1939: Five Little Peppers and How They Grew
- 1939: Golden Boy
- 1939: Oily to Bed, Oily to Rise (Kurzfilm)
- 1939: Scandal Sheet
- 1939: Mr. Smith geht nach Washington (Mr. Smith Goes to Washington)
- 1939: The Awful Goof (Kurzfilm)
- 1940: Cafe Hostess
- 1940: Convicted Woman
- 1940: Pioneers of the Frontier
- 1940: The Heckler (Kurzfilm)
- 1940: Rockin’ Thru the Rockies (Kurzfilm)
- 1941: Citizen Kane
- 1944: The Hairy Ape
- 1949: Hoher Einsatz (Any Number Can Play)
- 1951: Kleine Spiele aus Übersee (Fireside Theater, Fernsehserie, eine Folge)
- 1951: Die Nacht der Wahrheit (The Big Night)
- 1952: Rebound (Fernsehserie, eine Folge)
- 1952: The Doctor (Fernsehserie, eine Folge)